# Pandelaar
Pandelaar is een buurtschap bij de plaats Gemert, in de Nederlandse provincie Noord-Brabant. De buurtschap is vooral bekend vanwege het Boerenbondsmuseum.
De naam Pandelaar werd voor het eerst genoemd in een oorkonde uit 1326, en werd toen geschreven als: Panthovelaer.
De buurtschap is gelegen op 1 km afstand buiten de kom van Gemert, aan de weg naar Erp.  Via het Karrespoorpad kan men naar de Rips lopen, en ook de plaats Gemert kan over een onverhard pad worden bereikt. Aan het Karrespoorpad ligt de Sint-Gerlachkapel uit 2007, die is gebouwd ter ere van pater Van den Elsen, die de naam van deze heilige als kloosternaam voerde. De kapel bevat een beeld van Gerlachus dat vervaardigd is door Toon Grassens.
Naast de gebouwen die bij het Boerenbondsmuseum behoren zijn er in de buurtschap Pandelaar nog een aantal fraaie historische boerderijen te vinden.
Dorpen: Bakel · De Mortel · De Rips · Elsendorp · Gemert · Handel · Milheeze

Buurtschappen: Bakelsebrug · Bankert · Benthem · Deelse Kampen · De Klef · De Wind · Doonheide · Esdonk · Esp · Geneneind · Grotel · Heidveld · Hilakker · Hoeven · Hoogen-Aarle · Kaweide · Kivitsbraak · Koks · Kuundert · Mathijseind · Milschot · Muizenhol · Neerstraat · Nuijeneind · Overschot · Pandelaar · Pandelaarse Kampen · Ravensgat · Ren · Rootvlaas · Scheepstal · Schouw · Schutsboom · Speurgt · Tereyken · Verreheide · Vossenberg · Wolfsbosch · Zaarvlaas · Zand

Voormalige buurtschappen: Boekent

Noord-Brabant: Steden en dorpen      Nederland: Provincies · Gemeenten